# Desbordesia insignis
Desbordesia insignis là một loài thực vật có hoa trong họ Irvingiaceae. Loài này được Pierre mô tả khoa học đầu tiên năm 1901.